# ۳۸۰ (میلادی)
۳۸۰ (میلادی) سیصد و هشتادمین سال تقویم میلادی است.

## درگذشتگان
‎